# Lèmur mostela de Sahamalaza
El lèmur mostela de Sahamalaza (Lepilemur sahamalazensis) és un lèmur mostela que, com tots els lèmurs, és endèmic de Madagascar. Mesura un total de 51-54 cm, dels quals 26-27 cm pertanyen a la cua. És originari del nord-oest de Madagascar, on viu en boscos subhumits i alguns boscos secundaris.